# 伊太
伊太（いた）は静岡県島田市の大字。

## 地理
島田市の中部、大長地区の東部に位置する。東で落合及び野田、西で相賀及び牛尾、南で向谷一丁目、北で尾川と接する。

### 山岳
- 矢倉山

### 河川
- 大井川
- 伊太谷川

## 歴史

### 沿革
- 1889年（明治22年）4月1日 - 町村制の施行により、志太郡伊太村が周辺の村と合併し、志太郡大長村となる[WEB 5]。旧村名は大長村の大字として残る[WEB 6]。
- 1955年（昭和30年）1月1日 – 大長村が島田市に編入される。

## 施設
- 学校法人島田学園 島田樟誠高等学校・島田学園付属幼稚園
- 島田市田代環境プラザ
- 島田市田代の郷温泉「伊太和里の湯」
- 島田市斎場
- 島田市営田代霊園
- 島田市営伊太住宅
- 天神原公園
- 笹ヶ久保公園
- 東川根公園
- 中村公園
- 八倉町公園
- 伊太大井神社
- 曹洞宗 玉雲寺
- 曹洞宗 慶福寺
- 曹洞宗 薬師庵

## 交通

### バス
- 島田市コミュニティバス
  - 伊久身線：（島田駅前 方面 - ）笹ヶ久保公園（ - 御堂沢 方面）
  - 相賀線：（島田駅前 方面 - ）笹ヶ久保公園（ - 上相賀 方面）
  - 川根温泉線：（島田駅前 方面 - ）笹ヶ久保公園（ - 川根温泉ホテル 方面）
  - 田代の郷温泉線：（島田駅前 方面 - ）島田樟誠高校 - 伊太団地南 - 伊太団地 - 小山田橋 - 上伊太下 - 上伊太 - 玉雲寺西 - 田代環境プラザ - 伊太和里の湯

### 道路
- 静岡県道64号島田川根線

## その他

### 学区
小学校・中学校の学区は以下の通りである。
| 番・番地等 | 小学校                 | 中学校                 |
| ---------- | ---------------------- | ---------------------- |
| 全域       | 島田市立島田第一小学校 | 島田市立島田第一中学校 |

### 警察
警察の管轄区域は以下の通りである。
| 番・番地等 | 警察署     | 交番・駐在所 |
| ---------- | ---------- | ------------ |
| 全域       | 島田警察署 | 稲荷交番     |

### WEB
1. ↑  “静岡県島田市伊太 (222095200)”.   人文学オープンデータ共同利用センター. 2025年7月18日閲覧。
2. ↑  “静岡県 > 島田市の郵便番号一覧 - 日本郵便株式会社”.   日本郵便. 2025年7月18日閲覧。
3. ↑  “市外局番の一覧”.   総務省 (2022年3月1日). 2025年7月18日閲覧。
4. ↑  “事業所案内及び管轄地域（事務所3件、分室3件）”.   一般社団法人静岡県自動車会議所. 2025年7月18日閲覧。
5. ↑  “historyofcities.pdf”.   静岡県総務部合併推進室・財団法人静岡県市町村振興協会. 2025年7月18日閲覧。
6. ↑  “解説ページ”.   株式会社エア. 2025年7月18日閲覧。
7. ↑  “学区一覧 - 島田市公式ホームページ”.   島田市 (2024年4月1日). 2025年7月18日閲覧。
8. ↑  “稲荷交番｜静岡県警察”.   静岡県警察 (2023年7月18日). 2025年7月18日閲覧。